# Sneaky Cards
Sneaky Cards ist ein Kartenspiel, das von einem einzelnen Spieler als Metaspiel gespielt wird. Das Spiel wurde von Cody Borst entwickelt und ist 2015 bei dem amerikanischen Verlag Gamewright erschienen, 2017 veröffentlichte Amigo das Spiel für den deutschsprachigen Raum.

## Spielweise

### Missionen
Das Spielmaterial von Sneaky Cards besteht aus 54 Karten, auf denen jeweils eine Mission für den Spieler angegeben wird. Die Missionen werden in der Öffentlichkeit durchgeführt und bei Erfüllung wird die Karte entweder direkt an eine weitere Person weitergegeben oder an einem definierten Ort hinterlassen. Die Karten sind farblich gekennzeichnet und in sechs Kategorien eingeordnet:
- Blaue Karten – sei verwegen: Der Spieler muss eine mutige Aktion durchführen.
- Rote Karten – sei kontaktfreudig: Der Spieler muss einem anderen Menschen begegnen.
- Gelbe Karten – sei geheimnisvoll: Der Spieler muss eine heimliche Aktion durchführen.
- Grüne Karten – sei großzügig: Der Spieler muss jemandem etwas Gutes tun.
- Violette Karten – sei neugierig: Der Spieler muss etwas für ihn Neues tun.
- Pinke Karten – sei kreativ: Der Spieler muss kreativ werden.

Die Reihenfolge, in der der Spieler die Missionen erfüllt, ist ihm selbst überlassen. Bekommt eine Person eine Karte von einem Spieler oder findet eine solche Karte, wird er aufgefordert, die gleiche Mission ebenfalls zu erfüllen.

### Tracking
Um die Wege der Karten zu verfolgen, nachdem sie weitergegeben wurden, wird das jeweilige Kartendeck eines Spielers über eine individuelle Tracking-Nummer auf der Internetseite sneakycards.com bzw. sneaky-cards.de registriert. Wird eine Karte gefunden oder angenommen, kann sie von dem neuen Besitzer dort ebenfalls getrackt werden, der Besitzer des Decks wird darüber informiert und kann die Karten seines Decks auf diese Weise verfolgen.

## Ausgaben und Rezeption
Das Kartenspiel Sneaky Cards wurde von Cody Borst entwickelt und 2015 bei dem amerikanischen Verlag Gamewright veröffentlicht. 2017 erschien zu den Internationalen Spieltagen SPIEL '17 in Essen eine deutschsprachige Version bei dem Spieleverlag Amigo. Illustrator beider Versionen ist Serge Seidlitz.

## Belege
1. 1 2  Offizielle Spielregeln für Sneaky Cards
2. ↑  Versionen von Sneaky Cards in der Datenbank BoardGameGeek; abgerufen am 20. Dezember 2017.